# Egentliga Tavastlands välfärdsområde
Egentliga Tavastlands välfärdsområde (finska: Kanta-Hämeen hyvinvointialue) är ett av de 21 välfärdsområdena i Finland. Välfärdsområdet grundades som en del av reformen som berör social- och hälsovården och räddningsväsendet i Finland, och det omfattar samma område som landskapet Egentliga Tavastland.

Egentliga Tavastlands välfärdsområde.

## Kommuner
Egentliga Tavastlands välfärdsområde består av elva kommuner varav tre är städer.

- Forssa stad
- Hattula kommun
- Hausjärvi kommun
- Humppila kommun
- Janakkala kommun
- Jockis kommun
- Loppis kommun
- Riihimäki stad
- Tammela kommun
- Tavastehus stad
- Ypäjä kommun

I april 2022 fanns det 170 028 invånare i Egentliga Tavastlands välfärdsområde.

## Tjänster
Från och med 1 januari 2023 överförs ansvaret för social- och hälsovårdstjänster och räddningsväsende från kommuner och samkommuner till välfärdsområdena. Enligt lag ska kommuners och samkommuners gällande avtal överföras till välfärdsområden.

### Sjukvård
Kommunerna i Egentliga Tavastlands välfärdsområde tillhör Egentliga Tavastlands sjukvårdsdistrikt. Centralsjukhus är Egentliga Tavastlands centralsjukhus i Tavastehus. Dessutom finns även Riihimäki sjukhus i området.

### Räddningsverk
Egentliga Tavastlands räddningsverk är verksamt i Egentliga Tavastlands välfärdsområde.

## Beslutsfattande

### Välfärdsområdesvalet
Vid välfärdsområdesval utses välfärdsområdesfullmäktige för välfärdsområdena, som ansvarar för ordnandet av social- och hälsovården och räddningsväsendet från och med den 1 januari 2023. Välfärdsområdena har självstyre och den högsta beslutanderätten utövas av välfärdsområdesfullmäktige. Välfärdsområdesval förrättas samtidigt med kommunalval.
Det första välfärdsområdesvalet hölls den 23 januari 2022. Då valdes 59 personer till välfärdsområdesfullmäktige i Egentliga Tavastland.

### Välfärdsområdesfullmäktige
Välfärdsområdesfullmäktige ansvarar för välfärdsområdets verksamhet och ekonomi. Fullmäktige fattar beslut om årsbudgeten, godkänner bokslutet och ansvarar för strategiska linjer.

### Mandatfördelning
| 6 | 15 | 3 | 7 | 9 |  | 3 | 14 |  |

| 22 | 37 |

| 6 | 19 | 4 | 5 | 9 | 3 | 13 |